# Ms. Dynamite
Ms. Dynamite, pseudonimo di Niomi Arleen Daley (Londra, 26 aprile 1981), è una cantante e rapper britannica.
Con il suo album d'esordio A Little Deeper vinse il Mercury Music Prize nel 2002 e due Brit Awards nel 2003.

## Biografia
È nata e cresciuta a Londra da padre giamaicano e da  madre scozzese, primogenita di 11 figli, tra cui il rapper Akala; è cresciuta ascoltando musica reggae e hip-hop.

### A Little Deeper
Mentre lavorava con l'emittente radio RAW FM, fu scoperta in un club del West End di Londra da Richard Forbes, grazie al quale prima collaborò all'album di musica "garage dance" So Solid Crew, e poi pubblicò nel 2002 l'album di esordio A Little Deeper, dalle quali avrebbe estratto i singoli "It Takes More", "Dy-Na-Mi-Tee" e "Put Him Out", che arrivarono rispettivamente al numero 7, 5 e 19 della Official Singles Chart. L'album arrivò al numero 10 della Official Albums Chart e fu pubblicato con successo anche al di fuori del Regno Unito; nel 2003 ricevette un'ottima accoglienza di critica negli Stati Uniti d'America. Sulla scia dell'album ricevette nel 2002 il prestigioso Mercury Music Prize, il cui premio di ventimila sterline devolse alla NSPCC (l'associazione nazionale britannica per la prevenzione delle crudeltà sui minori), suonò alla cerimonia di chiusura dei Commonwealth Games del 2002 nel City of Manchester Stadium, e vinse due Brit Awards (British urban act e British female solo artist) nel 2003. Il 2 luglio 2005 prese poi parte al Live 8 cantando Redemption Song di Bob Marley.

### Judgement Days
L'11 settembre 2005, dopo aver dato alla luce suo figlio Shavaar, ha pubblicato il suo album Judgement Days, in cui trattava temi di ancor maggiore impegno sociale, e accusava direttamente il primo ministro britannico Tony Blair nella canzone "Mr Prime Minister". L'accoglienza della critica fu abbastanza fredda, e il primo doppio singolo estratto, contenente le canzoni "Judgement Day" e "Father", non andò oltre il numero 25 della UK Singles Chart. Il 6 gennaio 2006 ha preso a pugni un poliziotto dopo una rissa in un nightclub, ed è stata condannata a 60 ore di servizi socialmente utili; il secondo singolo "Fall In Love Again" non è mai uscito, e il video è circolato solo su internet intorno a giugno dello stesso anno. Il flop dell'album le è costato un Naomi Award come Worst Urban Act.

### Attualmente
Nell'aprile del 2006 ha annunciato che avrebbe cominciato a lavorare su del nuovo materiale poco dopo la pubblicazione di A Little Darker, una collezione di canzoni di giovani talenti hip-hop curata da lei e dal fratello Akala, che nel settembre dello stesso anno vinse un MOBO Award come Best Hip Hop Act, battendo nomi molto noti come Kanye West e Busta Rhymes.
Nel novembre del 2006 ha preso parte a un reality show chiamato The Race, in cui per una settimana dieci celebrità si sfidavano in pista con macchine Formula Ford; dopo circa dieci giri Ms. Dynamite si è schiantata contro il muro a circa 100 miglia orarie (circa 160 km/h), ed è stata trasportata con l'elicottero al più vicino ospedale dove ha trascorso la notte in osservazione, per essere poi dimessa il giorno dopo. Nel 2010 ritorna alla musica grazie al singolo di Katy B Lights on che vede la partecipazione di Ms.Dynamite. Il singolo è entrato alla quarta posizione della classifica britannica, nella quale è rimasto per quattordici settimane consecutive. È entrato in classifica anche nelle Fiandre, dove ha raggiunto la trentaseiesima posizione ed è stato uno dei brani più ascoltati del 2010. In una intervista del 3 agosto 2011 Ms.Dynamite ha confermato di star lavorando al suo terzo album in studio, che dovrebbe uscire a inizio 2012. Il 4 settembre 2011, prodotto da Labrinth, è uscito il singolo "Neva Soft" con annesso video.